# Cladonia stellaris
Cladonia stellaris és una espècie liquenitzada de fong ascomicot de l'ordre dels lecanorals (Lecanorales).
Té una distribució boreal i quasi circumpolar, per bé que també arriba a la península Ibèrica on és molt rar.
Adopta una forma esfèrica i té un color verdós clar, groc pàl·lid o blanquinós. Les branques són primes i de secció circular. Està molt ramificat. Arriba a fer uns 10 cm d'alt. És similar a la Cladonia portentosa (Dufour) Coem. però aquesta no té un contorn arrodonit i també a la molsa blanca (Cladonia mediterranea) aquesta sí molt més amenaçada per un excés d'ús decoratiu.

## Usos
Es fa servir en arranjaments florals